# Jordan Kerr
Jordan Kerr (ur. 26 października 1979 w Adelaide) – australijski tenisista, olimpijczyk z Pekinu (2008).

## Kariera tenisowa
Jako zawodowy tenisista występował w latach 1998–2014.
Wygrywał turnieje z serii ITF Men's Circuit i ATP Challenger Tour. W turniejach rangi ATP World Tour 9–krotnie triumfował w rozgrywkach deblowych oraz 6 razy grał w finałach.
W 2008 roku zagrał na igrzyskach olimpijskich w Pekinie odpadając w 1 rundzie gry podwójnej wspólnie z Paulem Hanleyem.
Najwyżej sklasyfikowany w rankingu singlistów był w sierpniu 2000 roku na 356. miejscu, natomiast w zestawieniu deblistów w połowie sierpnia 2008 roku zajmował 23. pozycję.

### Finały w turniejach ATP World Tour
| Legenda                                      |
| -------------------------------------------- |
| Wielki Szlem                                 |
| Igrzyska olimpijskie                         |
| Tennis Masters Cup / ATP Finals              |
| ATP Masters Series / ATP Tour Masters 1000   |
| ATP International Series Gold / ATP Tour 500 |
| ATP International Series / ATP Tour 250      |

#### Gra podwójna (9–6)
| Końcowy wynik | Nr | Data                 | Turniej      | Nawierzchnia  | Partner          | Przeciwnicy                     | Wynik finału         |
| ------------- | -- | -------------------- | ------------ | ------------- | ---------------- | ------------------------------- | -------------------- |
| Zwycięzca     | 1. | 13 lipca 2003        | Newport      | Trawiasta     | David Macpherson | Julian Knowle Jürgen Melzer     | 7:6(4), 6:3          |
| Zwycięzca     | 2. | 11 lipca 2004        | Newport      | Trawiasta     | Jim Thomas       | Grégory Carraz Nicolas Mahut    | 6:3, 6:7(5), 6:3     |
| Zwycięzca     | 3. | 25 lipca 2004        | Indianapolis | Twarda        | Jim Thomas       | Wayne Black Kevin Ullyett       | 6:7(7), 7:6(3), 6:3  |
| Finalista     | 1. | 6 lutego 2005        | Delray Beach | Twarda        | Jim Thomas       | Simon Aspelin Todd Perry        | 3:6, 3:6             |
| Zwycięzca     | 4. | 10 lipca 2005        | Newport      | Trawiasta     | Jim Thomas       | Graydon Oliver Travis Parrott   | 7:6(5), 7:6(5)       |
| Zwycięzca     | 5. | 29 kwietnia 2007     | Casablanca   | Ceglana       | David Škoch      | Łukasz Kubot Oliver Marach      | 7:6(4), 1:6, 10–4    |
| Zwycięzca     | 6. | 15 lipca 2007        | Newport      | Trawiasta     | Jim Thomas       | Nathan Healey Igor Kunicyn      | 6:3, 7:5             |
| Zwycięzca     | 7. | 7 października 2007  | Tokio        | Twarda        | Robert Lindstedt | Frank Dancevic Stephen Huss     | 6:4, 6:4             |
| Zwycięzca     | 8. | 2 marca 2008         | Zagrzeb      | Twarda (hala) | Paul Hanley      | Christopher Kas Rogier Wassen   | 6:3, 3:6, 10–8       |
| Finalista     | 2. | 10 maja 2009         | Monachium    | Ceglana       | Ashley Fisher    | Jan Hernych Ivo Minář           | 4:6, 4:6             |
| Zwycięzca     | 9. | 12 lipca 2009        | Newport      | Trawiasta     | Rajeev Ram       | Michael Kohlmann Rogier Wassen  | 6:7(6), 7:6(7), 10–6 |
| Finalista     | 3. | 25 lipca 2009        | Indianapolis | Twarda        | Ashley Fisher    | Ernests Gulbis Dmitrij Tursunow | 4:6, 6:3, 9–11       |
| Finalista     | 4. | 11 października 2009 | Tokio        | Twarda        | Ross Hutchins    | Julian Knowle Jürgen Melzer     | 2:6, 7:5, 8–10       |
| Finalista     | 5. | 16 stycznia 2010     | Sydney       | Twarda        | Ross Hutchins    | Daniel Nestor Nenad Zimonjić    | 3:6, 6:7(5)          |
| Finalista     | 6. | 21 lutego 2010       | Memphis      | Twarda (hala) | Ross Hutchins    | John Isner Sam Querrey          | 4:6, 4:6             |